# Петро Прокоп'як

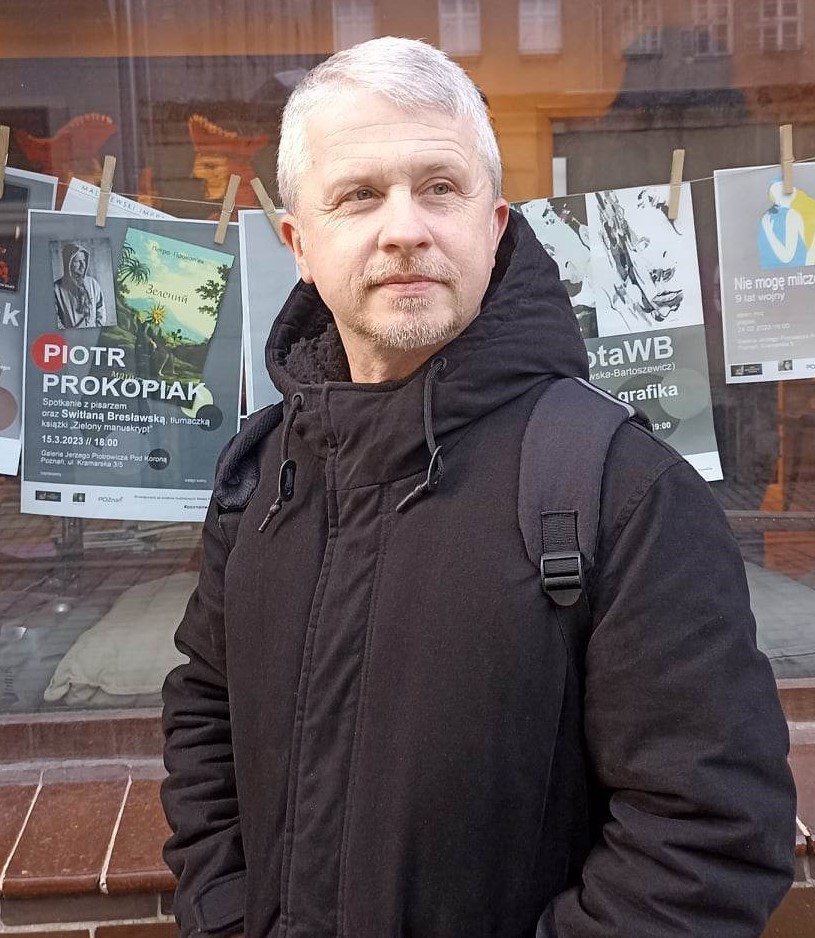
Петро Прокоп'як, березень 2023.

Петро Прокоп'як (пол. Piotr Prokopiak, народився 13 березня 1973 року в Щецінку Західнопоморського воєводства) — польський письменник, публіцист, перекладач.
Дебютував у 2003 році на сторінках журналу Brulion Literacki «Ślad» — часопису Слупського відділення Спілки Письменників Польщі. Друкувався в «Autograf», літературному щомісячнику « Akant», квартальнику « Znaj», суспільно-культурному журналі «Miesięcznik», щомісячнику «Idź pod prąd», «Poezja dzisiaj», «Gazeta Kulturalna», «Pegaz Lubuski», «Twórczość», «Tygl», «Kultural Protocol», «ReWiry», «Золота Пектораль», «Дзвін» та в місцевій пресі. Публікував свої вірші та прозу в численних антологіях та онлайн-журналах «PISARZE.PL», «Helikopter». Крім англійської, його поезія та проза перекладені грецькою, вірменською, болгарською, литовською, російською, білоруською та українською мовами.
Дослідник і шанувальник творчості Бруно Шульца. В газеті « Nowy Kurier Galicyjski», що виходить у Львові, опублікував статтю під назвою «Jestem z Drohobycza» («Я — з Дрогобича») (2022, № 1 (389), с. 22-23).
Лауреат національних поетичних конкурсів. За книжку « Cmentarne miśki rozumieją czas» («Цвинтарні ведмедики розуміють час») отримав відзнаку XL Міжнародного поетичного листопаду в Познані.
Нагороджений срібною медаллю «Labor Omnia Vincit» Товариства імені Іполіта Цегельського в Познані. Цією відзнакою нагороджуються ті, чия діяльність служить інтересам держави та нації. 2023 року отримав срібну відзнаку За видатні заслуги перед ZLP . В тому ж році Міністерство культури і національної спадщини удостоїло Петра Прокоп'яка почесної нагороди "Заслужений для польської культури".
За видані книжки та діяльність для культурного єднання народів був нагороджений премією імені Пантелеймона Куліша Міжнародної академії літератури і мистецтв України
Член Спілки Письменників Польщі (ZLP) з 2011 року.
Як член Познанського, а тепер — Великопольського відділення Спілки Письменників Польщі (ZLP), бере участь у щорічному Міжнародному поетичному листопаді. Зустрічається з учнями початкових та середніх шкіл, популяризує польську літературу та рідну історію. В рамках акції «Подай руку Україні» зустрівся зі студентами української філології Університету Адама Міцкевича в Познані — разом з письменницею та перекладачкою Світланою Бреславською презентував вірші та оповідання, перекладені українською мовою.
Також 2022 року разом зі Світланою Бреславською реалізував двомовний проект «Jestem z Drohobycza» (ISBN 978-966-428-830-6) з нагоди 130-річчя від дня народження класика польської літератури Бруно Шульца. Це унікальне видання, у вступі до якого Петро Прокоп'як згадує про подорож генія польської літератури до Познані. Оскільки 2022 рік був оголошений Сенатом Республіки Роком Бруно Шульца, відбувається співпраця над новими проектами, спрямованими на увічнення пам'яті та популяризацію його творчості. Петро Прокоп'як бере активну участь у запланованих читаннях та презентаціях, а також всіляко сприяє зміцненню польсько-українських культурних зв'язків.
Бере участь у зустрічах зі студентами та співпрацює з українською письменницею та перекладачкою з польської мови Світланою Бреславською у справі популяризації класики польської та української літератури. Переклав на польську мову збірку оповідань С.Бреславської "День Коломбіни" ("Dzień Kolombiny") - ISBN 978-617-8326-14-2; редагував двомовні поетичні книжки авторки "Інкарнація болю" - ISBN 978-617-8326-09-8, та "Час Че..." - ISBN 978-83-66183-64-3.

## Автор книжок

### Поезія
- Narodzeni z wiatru (Szczecinek 2007),
- Przedcisze (Szczecinek 2008) — ISBN 978-83-61291-00-8
- Pastwisko losu (Szczecinek 2009) — ISBN 978-83-61291-96-1
- Homo Hereticus (Płock 2010)[14] — ISBN 978-83-927517-3-1
- Zanim pochwyci mnie atanda (Koszalin 2015)[15] — ISBN 978-83-64234-43-9
- Cmentarne miśki rozumieją czas (Koszalin 2017)[16][17] — ISBN 978-83-65651-17-4

### Проза
- Odsypiając przeszłość (Warszawa 2011)[18] — ISBN 978-83-62222-20-9
- Trzecia piętnaście i inne opowiadania (Szczecinek 2012) — ISBN 978-83-61291-19-0
- Wzgórze Wisielców (Warszawa 2013) — ISBN 978-83-63818-04-3
- Autystyczny las (Szczecinek 2019)[19] — ISBN 978-83-61291-41-1
- Uryna (Poznań 2020)[20] — ISBN 978-83-955754-1-9
- Zielony manuskrypt[21][22] (Discursus 2023) — ISBN 978-617-8326-10-4
- Петро Прокоп'як. На межі непривітного світу[23]. (Івано-Франківськ: Фоліант, 2022) — вибрана поезія і проза в перекладі з польської мови С.Бреславської — ISBN 978-617-7970-76-6
- Петро Прокоп'як. Зелений манускрипт[24][25][26] (Брустури: Дискурсус, 2022) — повне зібрання оповідань в перекладі з польської мови С. Бреславської — ISBN 978-617-8218-13-3
- Księżycowy Piotruś (Discursus 2024) - ISBN 978-617-8326-61-6.

## Вибрані антології
- Contemporary Wites of Poland 2000—2014 (anglojęzyczna antologia współczesnych pisarzy z Polski), Wydawnictwo Dreamme Little City (USA), 2013
- «Przewodnik po zaminowanym terenie 2» (HELIKOPTER — antologia tekstów z lat 2016—2020), Wydawca: Ośrodek Postaw Twórczych (Wrocław 2021)
- Ziemia nieobiecana — antologia prozy, Wydawca: Związek Literatów Polskich (Poznań 2020)
- Jak podanie ręki (polsko-grecka antologia poezji współczesnej, Wydawca: Związek Literatów Polskich (Poznań 2015)
- Jak podanie ręki (polsko-ormiańska antologia poezji polskiej), Wydawca: ARMAW (Erywań 2016)
- Rozmowy przyjaciół (polsko-bułgarska antologia polskiej poezji), Wydawca: Biblioteka «Tematu» (Bydgoszcz 2016)
- Jak podanie ręki (polsko-ukraińska antologia współczesnej poezji), Wydawca: Związek Literatów Polskich (Poznań 2015)